# Rue Sidi-Brahim
Pour les articles homonymes, voir Brahim (homonymie) et Sidi Brahim.
La rue Sidi-Brahim est une voie située dans le quartier de Picpus du 12e arrondissement de Paris.

## Situation et accès
La rue Sidi-Brahim est accessible à proximité par les lignes de métro 8 à la station Daumesnil et 6 à la station Bel-Air.

## Origine du nom
La dénomination de la voie est un hommage à la ville de Sidi Brahim et pour commémorer la bataille de Sidi-Brahim, en 1845, où périrent environ 450 soldats français qui refusèrent de se rendre aux troupes d'Abd el-Kader.

## Historique
Elle était précédemment nommée « rue Cousté », du nom de son propriétaire. 

## Bâtiments remarquables et lieux de mémoire
- Nos 14 : ici se trouvait dans les années 2000 une plaque commémorative fantaisiste : « Le 17 avril 1967, ici, il ne s’est rien passé »[1],[2].

- Tout le côté pair de la rue est un ensemble d'immeubles identiques, en alternance en brique et en pierres, construits entre 1892 et 1896 par l'architecte Gustave Goy.

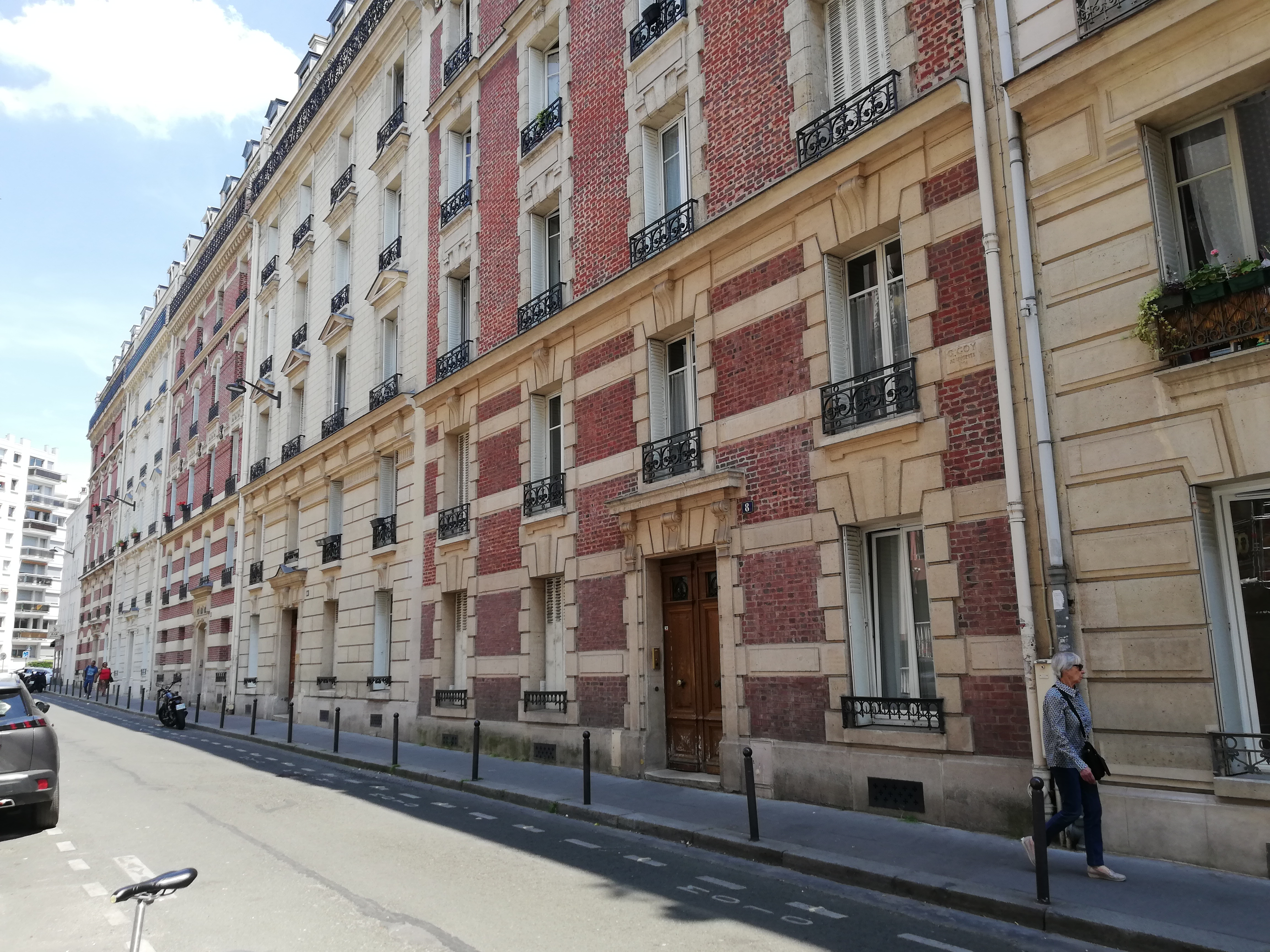
Perspective du côté pair des immeubles de G. Goy